# Kopter SH09
Le Leonardo AW09 (anciennement Kopter SH09 jusqu'au 21 avril 2021 et nommé à l'origine Marenco Swisshelicopter SKYe SH09 jusqu'en 2018) est un hélicoptère léger monomoteur multi-rôle — transport de passagers, services médicaux, transport de charges, lutte contre les incendies ou encore l'observation et la surveillance.
Ses atouts principaux sont, selon le constructeur, l'autonomie et la capacité à s'élever à haute altitude.

## Développement

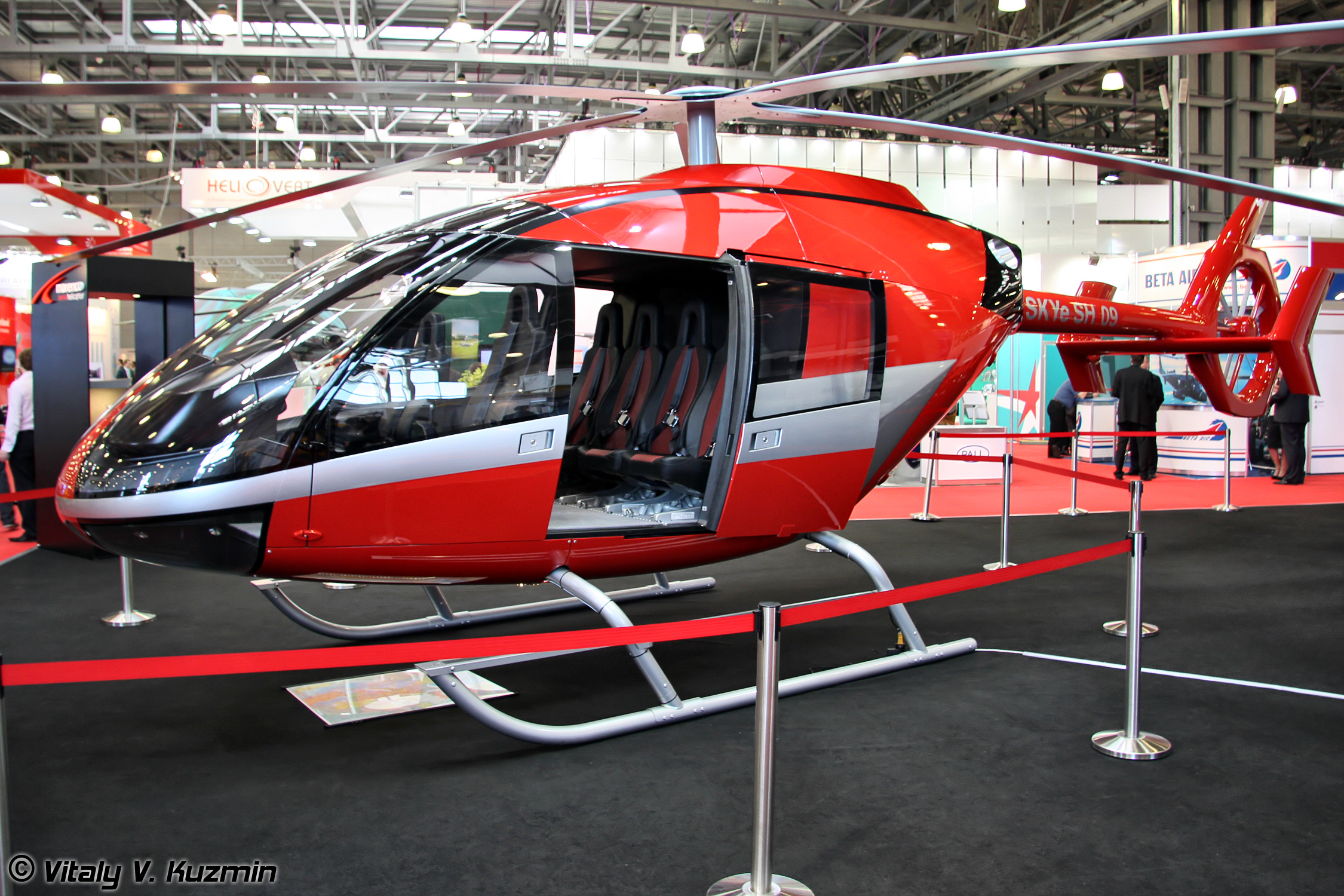
La maquette du prototype du Marenco Swisshelicopter SKYe SH09 exposé en 2011.

Le SH09 est conçu entre 2007 et 2009 par l'ingénieur suisse Martin Stucki. Le premier exemplaire est testé en octobre 2014. Un second prototype prend l’air en 2016, non sans quelques problèmes. Deux autres exemplaires d’essai devaient voler en 2018, le 3e effectuant son premier vol le 22 novembre 2018 au terme d’un retard de sept mois dû à la défaillance du fournisseur de la partie supérieure du logement de la boîte de transmission principale. Ce projet est entièrement financé par le russe Alexandre Mamut, qui a investi 270 millions d’euros. L’industrialisation du programme nécessitera au minimum 200 millions d’euros de plus. Il est fabriqué sur l'ancienne base aérienne de Mollis (de). Air Zermatt sera la compagnie de lancement de l'appareil.
En 2019, Kopter Group AG qui a cette date plus de 320 salariés et Korea Aerospace Industries signe un protocole d’accord autour de l'assemblage local, de la production, de la personnalisation et de la vente du SH09 en Corée du Sud.
Le 27 janvier 2020, l'entreprise italienne Leonardo annonce l'achat de l'ensemble des parts de Kopter à Lynwood (Schweiz) AG pour entre 185 et 500 millions de dollars. Le SH09 de Kopter, qui reste autonome, est renommé Leonardo AW09 le 21 avril 2021 après des améliorations et remplacera le AgustaWestland AW119 Koala dans la gamme des hélicoptères monomoteurs.
Trois prototypes volent en avril 2021, deux autres sont prévus à cette date, et la certification est attendue pour 2023/2024.
Le 26 janvier 2023, alors que le cinquième et dernier prototype doit voler cette même année, un accord est annoncé pour motoriser les hélicoptères de série avec l’Arriel 2K de Safran Helicopter Engines. Ce moteur équipant les deux derniers prototypes. Le premier vol avec cette motorisation à lieu le 17 mars 2023.

## Commandes
En mars 2016, Air Zermatt est annoncée comme étant la compagnie de lancement du SH09.
En mars 2017, c'est une autre compagnie suisse, Alpinlift Helikopter, qui est annoncée comme étant la seconde compagnie de lancement de l'appareil.
En mars 2017, à la suite de l'Heli-Expo (en) 2017 à Dallas, Kopter annonce avoir reçu en tout 101 promesses d'achat de clients provenant de quatre continents.
Le 26 février 2018 Kopter annonce durant l'Heli-Expo 2018 à Las Vegas avoir enregistré 23 commandes fermes et des options pour 11 autres SH09. Les clients sont notamment le hawaïen Paradise Helicopters (4), le norvégien Helitrans AS (12 + 6 options), l'américain Elling Halvorson pour Rainier Heli Lift International (5 + 5 options) et le sud-africain Safomar Aviation (2).
Au 7 juillet 2018, le SH09 a enregistré 34 commandes ferme, auxquelles s’ajoutent environ 130 engagements et lettres d’intention, dont certains ne seront validés qu’après l’obtention des certifications européenne et américaine, qui devrait intervenir d’ici au second semestre 2019. Les livraisons devraient alors débuter avant fin 2019 mais des essais avec les 4e et 5e unités sont, en octobre 2019, prévus en 2020.
Le 17 octobre au Helitech 2018 à Amsterdam, l'opérateur malaisien Systematic Aviation Services (SAS) annonce la commande d'un appareil SH09 pour des activités tels que vol charter privé, évacuation sanitaire, mesure cadastrale, photographie aérienne et tournage de film.
Le carnet de commandes, en novembre 2018, affiche complet jusqu’en 2023.
Le 23 juillet 2019, Metro Aviation annonce la signature d'un mémorandum d'entente pour l'achat de cinq SH09 suivant la certification de l'appareil par la Federal Aviation Administration.
En juillet 2019 Kopter annonce avoir reçu des commandes pour 70 SH09 plus 100 autres en options, soit les trois premières années de production.
| Nom                                          | Nombre   | Annonce         | Remarques                               |
| -------------------------------------------- | -------- | --------------- | --------------------------------------- |
| Suisse, Air Zermatt                          | 1?       | Mars 2016       | 1re compagnie de lancement              |
| Suisse, Alpinlift Helikopter                 | 1        | 7 mars 2017     | 2e compagnie de lancement               |
| États-Unis, Paradise Helicopters             | 4        | 26 février 2018 | Basée à Hawaï                           |
| Norvège, Helitrans (en) AS                   | 12 + 6   | 26 février 2018 | Options pour 6 SH09                     |
| États-Unis, Rainier Heli Lift International  | 5 + 10   | 26 février 2018 | Halvorson Company, options pour 10 SH09 |
| Afrique du Sud, Safomar Aviation             | 2        | 26 février 2018 | Revendeur en Afrique du Sud             |
| Malaisie, Systematic Aviation Services (SAS) | 1        | 17 octobre 2018 |                                         |
| États-Unis, Metro Aviation                   | 5        | 23 juillet 2019 |                                         |
| Autres et clients privés                     | 39       |                 |                                         |
| Total                                        | 70 + 100 | Juillet 2019    | options pour 100 SH09                   |